# آماده مرگ!
آماده مرگ! (چکی: Vrať se do hrobu!) یک فیلم کمدی چکی به کارگردانی میلان اشتایندلر است که در سال ۱۹۹۰ منتشر شد.

## بازیگران
- میلان اشتایندلر
- دانا باتولکووا
- کلارا پولرتووا
- ایوتا بلاناروویچووا
- اوا هولوبووا
- اوندری ترویان